# Ryan McMahon
Ryan McMahon (Yorba Linda, California, 14 de diciembre de 1994) es un jugador profesional de béisbol estadounidense. Se desempeña en la posición de tercera base en New York Yankees, equipo de las Grandes Ligas de Béisbol (MLB).

## Carrera
Fue seleccionado en la segunda ronda en el Draft de la MLB de 2013. En 2017 hizo su debut profesional con el equipo Colorado Rockies, donde lleva jugando ocho temporadas.
En julio de 2025, McMahon fue adquirido por New York Yankees a cambio de los lanzadores Griffin Herring y Josh Grosz. Los Yankees asumirán el sueldo de 4.5 millones por el resto del año y de 32 millones por las próximas dos temporadas.